# Кувалдин, Виктор Борисович
Ви́ктор Бори́сович Кува́лдин  (род. 31 августа 1943, Москва, РСФСР, СССР) — российский политолог и педагог, доктор исторических наук (1984).

## Биография
Родился 31 августа 1943 года в Москве. В 1965 году окончил с отличием исторический факультет МГУ. В 1969 году защитил кандидатскую, а в 1984 году — докторскую диссертацию.
В течение многих лет работал в Институте мировой экономики и международных отношений Академии наук СССР. Основная сфера академических интересов — положение и роль интеллигенции в западном обществе. Опубликовал ряд работ на эту тему, в том числе две индивидуальные монографии.
В 1989—1991 годах работал консультантом (по вопросам внешней политики) в аппарате ЦК КПСС и Президента СССР М. С. Горбачёва, а также одним из спичрайтеров главы государства.
Сотрудник Горбачёв-Фонда с первого дня его существования, в течение ряда лет возглавлял аналитические подразделения (Центр политологических программ, Круглый стол «Экспертиза»), был координатором крупных международных научных проектов. В настоящее время — эксперт Горбачёв-Фонда.
С 1993 года по 2009 год преподавал в МГИМО (У) МИД РФ. В 1994 году получил звание профессора.
С 2008 года — заведующий кафедрой общественно-гуманитарных дисциплин Московской школы экономики (МГУ).
Является одним из создателей клубов «Реалисты», «Клуба-93», фонда «Единство во имя России», «Совета по национальной стратегии». В качестве политического комментатора выступает в печати, на радио и по телевидению.

## Публикации
Книги:
- Интеллигенция в послевоенной Италии. М., 1973
- Американский капитализм и интеллигенция. М., 1983
- Грани глобализации. Трудные вопросы современного развития. 2003
- Прорыв к свободе: О перестройке двадцать лет спустя (критический анализ). М., 2005 (составитель).
- Кувалдин В.Б. Глобальный мир: Экономика, политика, международные отношения. — М.: Магистр, 2009. — 207 с. — ISBN 978-5-9776-0114-6.
- Кувалдин В.Б. Россия 2010: российские трансформации в контексте мирового развития. — М.: Логос, 2010. — 307 с. — ISBN 978-5-98704-459-9.
- Кувалдин В.Б. Глобальный мир. Политика. Экономика. Социальные отношения. — М.: Весь Мир, 2017. — 400 с. — ISBN 978-5-7777-0668-3.

Статьи (некоторые):
- Теория демократического транзита и постсоветские трансформации — Сб. «Итоги двадцатилетия реформ». М., ИМЭМО РАН, 2006.
- Горбачев и его внешняя политика — «Мировая экономика и международные отношения», 2005, № 11.
- Глобализация и новый миропорядок — «Современные международные отношения и мировая политика». М., «Просвещение», 2004.
- Момент истины — Стратегия России, 2004, № 10.
- Глобализация — светлое будущее человечества? — Сб. «Внешняя политика и безопасность современной России 1991—2002». М.: РОССПЭН, 2002.
- Противоречивый феномен (взгляд на глобализацию) — «Современная Европа», 2002, № 4.
- Глобализация, национальное государство и новый миропорядок — «Полития», 2002, № 2.
- Глобализация: рождение мегаобщества — Сб. «Постиндустриальный мир и Россия». М. 2001.
- Национальное государство в эпоху глобализации — «Свободная мысль», 2001, № 1.
- Сизиф в обличье бонвивана — «Современная Европа», 2015, № 5.